# سموع السفلي (جبلة)

تعديل مصدري - تعديل

سموع السفلي هي إحدى قرى عزلة انامر اعلى بمديرية جبلة التابعة لمحافظة إب، بلغ تعداد سكانها 408 نسمة حسب تعداد اليمن لعام 2004.